# Harald Riesenfeld

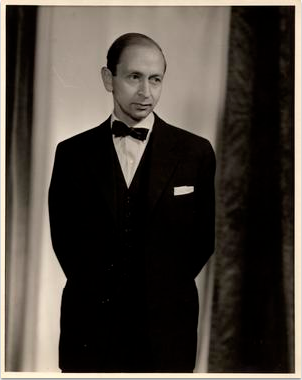
Harald Riesenfeld

Ernst Harald Riesenfeld (* 8. Februar 1913 in Freiburg im Breisgau; † 9. Juli 2008 in Uppsala) war ein schwedischer Theologe.

## Leben

### Familie und Studium
Harald Riesenfeld wurde als Sohn eines deutschen Vaters und einer schwedischen Mutter geboren. Sein Vater Ernst Hermann Riesenfeld war Professor in Freiburg, später in Berlin, seine Mutter hieß Hanna, geborene Johansson. Wegen seiner jüdischen Herkunft verlor sein Vater während der Zeit des Nationalsozialismus seine Stelle und ging 1934 mit der Familie nach Schweden.
Er studierte in Uppsala, wo er 1934 den Master erwarb. Das anschließende Theologiestudium schloss er 1942 mit dem Lizentiat ab. Sein maßgeblicher Lehrer war Anton Fridrichsen, dessen Nachfolger er später wurde. Er promovierte 1947 mit seiner Studie über Jésus transfiguré. 1944/45 war er Vorsitzender des Studentenwerks in Uppsala.
Riesenfeld heiratete 1944 Blenda Hedin (1913–2008), eine Tochter von Sven Gustaf Hedin (Universitätsprofessor für Physiologische Chemie) und Gunhild Sanne. Die Kinder heißen Vendela, Magdalena, Johannes und Olaf.

### Theologische Funktionen
Riesenfeld wurde 1953 in Uppsala außerordentlicher Universitätsprofessor für die Exegese des Neuen Testaments und blieb das bis 1979. Er war 1955 bis 1959 Dekan der Theologischen Fakultät. Im Jahr 1979 hatte er eine Lehrstuhlvertretung für Exegese an der Universität Tübingen. Riesenfeld gehörte zum Komitee für die schwedische Bibelübersetzung (1972–1981), das die neue, NT 81 genannte Übersetzung erstellte.
Er erhielt 1959 ein Ehrendoktorat für Theologie von der Universität von Paris, später auch von der University of St Andrews. Er war Mitglied mehrerer wissenschaftlicher Gesellschaften in Uppsala, der Norwegischen Wissenschaftlichen Gesellschaft in Trondheim und korrespondierendes Mitglied der British Academy. 1968–1969 war er Präsident der Society for New Testament Studies.

### Neutestamentliche Forschung
In der formgeschichtlichen Forschung zum Neuen Testament (v. a. bei Martin Dibelius und Rudolf Bultmann) gab es die Vorstellung, dass die Vorgeschichte der Evangelien mit der Überlieferung von Volkssagen zu vergleichen sei. Bei einem solchen Weitergabeprozess sind Umformungen und Veränderungen zu erwarten. Riesenfeld stellte eine alternative These auf, die von seinen Kollegen skeptisch aufgenommen wurde, aber auch Anhänger fand und durch weitere Argumente einigen Einfluss in der neutestamentlichen Forschung ausübte: Er meinte, dass Jesus – ähnlich wie die Rabbiner seiner Zeit – seine Schüler vieles auswendig lernen ließ. Deshalb sei zu erwarten, dass die Evangelien zuverlässige Berichte darstellen. Ein bekannter Schüler von Riesenfeld war Birger Gerhardsson. In Deutschland wurden deren Ansätze von Rainer Riesner aufgegriffen und erweitert.

### Alter und Tod
Riesenfeld war ein hochkirchlicher Lutheraner im Sinne Gunnar Rosendals und damit auch ein Gegner der Frauenordination. Als er erkannte, dass diese Position in der Schwedischen Kirche nicht mehr mehrheitsfähig war, konvertierte Riesenfeld 1984 zur Römisch-katholischen Kirche. Riesenfeld wurde in Bjursås (in Dalarna) begraben.

## Veröffentlichungen
- (mit Blenda Riesenfeld): Repertorium lexicographicum Graecum. A catalogue of indexes and dictionaries to Greek authors. Almqvist & Wiksell, Stockholm 1954.
- Tradition und Redaktion im Markusevangelium. In: Neutestamentliche Studien für Rudolf Bultmann (= Beihefte zur ZNW; 21). Berlin 1954, S. 157–164.
- The Gospel Tradition and its Beginnings. A Study in the Limits of ‚Formgeschichte‘. London 1957 (auch in: Texte und Untersuchungen zur Geschichte der altchristlichen Literatur Bd. 73, Berlin 1959, S. 43–65, und in: The Gospel Tradition, 1970, S. 1–29).
- The Gospel Tradition. Essays. Oxford, Philadelphia 1970 (eine Sammlung früherer Aufsätze, teils aus dem Schwedischen, Französischen und Deutschen übersetzt).
- Unité et diversité dans le Nouveau Testament (= Lectio Divina; 98). Éditions du Cerf, Paris 1979.